# João Ribeiro (Fußballspieler)
João da Rocha Ribeiro (* 13. August 1987 in Porto) ist ein portugiesischer Fußballspieler, der auf Leihbasis für Orduspor spielt.

## Karriere
João da Rocha Ribeiro begann mit dem Vereinsfußball in der Jugend von FC Porto und spielte hier bis 2006. Anschließend ging er zu Naval 1º de Maio und war hier vier Spielzeiten lang Teil des Mannschaftskader. Lediglich die Saison 2009/10 verbrachte er als Leihgabe bei Académica de Coimbra.
Zur Saison 2010/11 wechselte er zu Vitória Guimarães.
Ab der Saison spielte er dann als Leihgabe in verschiedenen türkischen Mannschaften. So verbrachte er von August 2007 bis Februar 2008 bei Zeytinburnuspor, ab Februar 2008 bis Mai 2008 bei MKE Ankaragücü und ab Januar 2009 bis Mai 2009 bei Eskişehirspor.
Im Sommer 2011 wurde er für eine Spielzeit an Orduspor verliehen.